# اشتعال (رمان)
اشتعال (به انگلیسی: Catching Fire) رمانی در ژانر علمی-تخیلی و برای جوانان است که در سال ۲۰۰۹ توسط سوزان کالینز نویسندهٔ آمریکایی نوشته شد و دومین جلد از سری کتاب‌های سه‌گانهٔ بازی‌های گرسنگی است. این کتاب به‌عنوان دنباله‌ای بر بازی‌های گرسنگی یکی از پرفروش‌ترین کتاب‌های سال ۲۰۰۸ منتشر شد. وقایع آن در قالب داستان کتنیس اوردین و ملت پسارستاخیزی پانم ادامه یافتند. پس از حوادثی که در رمان قبلی رخ داد، در این رمان شورشی علیه «کاپیتول» ستم‌پیشه آغاز شده‌است و کتنیس و پیشکش یاور او، پیتا ملارک، مجبور به بازگشت به عرصهٔ بازی‌های گرسنگی، این بار در قالب جدیدی، می‌شوند.
این کتاب اولین بار در ۱ سپتامبر ۲۰۰۹ توسط اسکلاستیک در قطع گالینگور منتشر شد و بعد از آن در فرمت کتاب الکترونیک و کتاب صوتی هم وارد بازار شد. اشتعال نقدهای مثبتی دریافت کرد و داوران به ستایش نثر خوب کالینز، پایان خوب کتاب و بسط شخصیت کتنیس پرداختند. به گفتهٔ منتقدان درون‌مایه‌های اصلی این رمان بقا، اقتدارگرایی، شورش و وابستگی متقابل در برابر استقلال هستند. بیش از ۱۹ میلیون نسخه از این کتاب تنها در ایالات متحده به فروش رسید.
یک فیلم اقتباسی به نام بازی‌های گرسنگی: اشتعال نیز در تاریخ ۲۲ نوامبر ۲۰۱۳ بر اساس این رمان منتشر شد.

## داستان
پس از آن که در رمان قبلی کتنیس اوردین و پیتا ملارک توانستند در هفتاد و چهارمین دورهٔ بازی‌های گرسنگی به پیروزی رسند، به خانه‌هایشان در منطقه ۱۲، فقیرترین بخش کشور پانم، بازگشتند.روزی که کتنیس و پیتا «تور پیروزی» در سراسر کشور را آغاز می‌کنند، رئیس‌جمهور اسنو به‌طور غیرمنتظره به آن‌ها سر می‌زند و به کتنیس می‌گوید که تمرد او در پخش تلویزیونی موجب الهام گرفتن شورش‌هایی در مناطق شده‌است. اسنو از او می‌خواهد که در تور پیروزی با مردم مناطق مختلف دیدار کرده و آنان را متقاعد کند که به خاطر عشقش به پیتا، نه برای ایستادن در برابر خواستهٔ کاپیتول، تهدید به خودکشی کرده‌است.
اولین توقف در منطقهٔ ۱۱ ، زادگاه دوست و متحد کتنیس در بازی‌ها، رو، است. در این مراسم کتنیس متن آماده شده را کنار نهاده و سخنانی را بداهتاً می‌گوید و با ابراز احساساتش، از رو و تِرِش، که در بازی‌ها کشته شدند، یاد می‌کند. در پایان سخنان او ، پیرمردی، به همان شکل که رو برای نجات دادن جان کتنیس برایش سوت زده بود، سوت می‌زند. پس از آن او و تمامی حضار، با همان علامت دستی که او در خداحافظی از رو انجام داد، به او درود می‌فرستند. در حالی که ترس کتنیس را فرا گرفته‌است ، صلح‌بانان (نیروهای انتظامی وابسته به کاپیتول)،پیرمرد را جلوی چشمانش اعدام می‌کنند.
کتنیس و پیتا به همان شکل به دیگر مناطق و کاپیتول هم سفر می‌کنند. پیتا به امید جلب رضایت رئیس‌جمهور اسنو،در یک برنامهٔ تلویزیونی از کتنیس تقاضای ازدواج می‌کند. کتنیس هم می‌پذیرد؛ اما اسنو همچنان ناراضی است و کتنیس را با تهدید جان عزیزانش می‌ترساند.
مدت کوتاهی پس از بازگشت به منطقهٔ ۱۲، کتنیس به‌طور تصادفی می‌فهمد که شورش منطقهٔ ۸ از کنترل خارج شده‌است. سپس دو مهاجر از آن منطقه، به نام‌های بانی و تویل، را می‌بیند. آن‌ها به کتنیس می‌گویند که قصد دارند برای رسیدن به منطقه ۱۳ تلاش کنند و امیدوارند که داستان‌های کاپیتول، در مورد نابودی کامل آن منطقه در سال‌ها پیش دروغ باشند و ساکنان آن در پناهگاه‌های زیرزمینی زنده مانده باشند.
هفتاد و پنجمین دورهٔ بازی‌های گرسنگی «سرکوب ربع قرن» نام دارد؛ کاپیتول می‌گوید این مسابقات هر ۲۵ سال به گونهٔ متفاوتی از دیگر بازی‌های گرسنگی برگزار می‌شوند. همچنین اعلام می‌شود که پیشکش‌های بازمانده در دوره‌های گذشته بایستی در این بازی‌ها به رقابت بپردازند. کتنیس باید به همراه پیتا یا هیمیچ برای دومین بار در این بازی‌ها رقابت کنند (چون این سه نفر تنها پیشکش‌های قهرمان و زنده در منطقهٔ خود هستند). کتنیس تصمیم می‌گیرد دیگر به خود اهمیت ندهد و تنها جان پیتا را حفظ کند. او هیمیچ را متقاعد می‌کند که اگر قرعه به نام پیتا افتاد، او داوطلب شده و به جایش مسابقه دهد. اما قرعه به نام هیمیچ می‌افتد و راهی برای متوقف کردن پیتا نمی‌ماند (که سعی دارد برای محافظت از کتنیس در مسابقه شرکت کند).
در کاپیتول هیمیچ به کتنیس می‌گوید که او و پیتا در این دوره نیاز به متحدانی در میان پیشکش‌ها دارند، اما از میان گزینه‌های هیمیچ ، ضعیف‌ترین‌هایشان را برمی‌گزیند.
میدان مسابقه جنگلی در حول یک دریاچهٔ آب شور است. کتنیس و پیتا با فینیک اُدِیر، جوانی خوش تیپ و ۲۴ ساله از منطقهٔ ۴ که ده سال پیش جوان‌ترین برندهٔ بازی‌ها شده بود، و مَگس مربی ۸۰ سالهٔ او، متحد می‌شوند. در جنگل پیتا با لمس کردن میدان نیروی تقریباً نامرئی، و محدود کنندهٔ میدان دایره‌ای مسابقه آسیب می‌بیند. فینیک موفق می‌شود او را به هوش آورد. در حالی که فینیک مگس را بر کول خود حمل می‌کند، با انتشار مه سمی این گروه پا به فرار می‌گذارند. هنگامی که پیتا به قدری ضعیف می‌شود که قادر به گریختن از مه سمی نیست، مگس با فداکاری، به درون مه سمی می‌رود تا فینیک بتواند به جای او به پیتا کمک کند. پس از مرگ مگس گروه کتنیس، پیتا و فینیک به پیشکش‌های دیگری می‌پیوندند؛ یوحانا مِیسون قهرمان نیش‌دار و بی‌رحم از منطقهٔ ۷ و وایرس و بیتی زن و شوهری از منطقهٔ ۳ که گفته می‌شود «فوق‌العاده باهوش» هستند. وایرس در این بین متوجه می‌شود که میدان مسابقات همچون یک ساعت طراحی شده و در هر ساعت حادثهٔ جدیدی تنها در محدودهٔ خاص خود رخ می‌دهد و بدین طریق حوادث بازی قابل پیش‌بینی هستند.
وایرس در حملهٔ مخفیانهٔ گروه کریر (جمعی از پیشکش‌های مناطق ۱ و ۲ و ۴ که از کودکی برای شرکت در بازی‌ها تربیت شده‌اند) به قتل می‌رسد اما تلفات کریرها بیشتر است و آن‌ها معرکه را ترک می‌کنند. بیتی پیشنهاد می‌دهد تا با مهار انرژی رعد و برق، بروتوس و انوباریا دو پیشکش بازماندهٔ منطقهٔ ۲ را بکشند. کتنیس و یوحانا دیگر اعضا را ترک می‌کنند و فینیک و پیتا در جنگل مراقب بیتی می‌مانند. کتنیس و یوحانا وظیفه دارند از محلی که قرار است رعد و برق فرود آید تا دریاچه کابل بکشند اما گروه رقیب مانع عملی شدن این طرح می‌شود. پس از درگیری‌هایی میان دو گروه، کتنیس به محل رعد و برق برمی‌گردد تا پیتا را بیابد ولی تنها بیتی مصدوم را در آنجا می‌بیند که کابل را به دور محل رعد پیچیده‌است. در این زمان با مشاهدهٔ آغاز غرش رعد و برق، متوجه وجود میدان نیرو در آسمان می‌شود، بنابراین انتهای کابل را به پیکان تیرش می‌بندد و آن را به سوی آسمان نشانه می‌رود. با این کار تمام میدان مسابقه از هم فرو می‌پاشد و او هم در اثر انفجار بی‌هوش می‌شود.
زمانی که کتنیس به هوش می‌آید، متوجه می‌شود که به همراه هیمیچ، فینیک و بیتی، به منطقهٔ ۱۳ منتقل شده و پیتا و یوحانا توسط کاپیتول دستگیر شده‌اند. همچنین مطلع می‌شود که نیمی از پیشکش‌های مسابقه برای نجات او، که نمادی از شورش در برابر کاپیتول است، همکاری کرده‌اند. گِیل، دوست و دلدادهٔ کتنیس، نزد او می‌رود و او را مطلع می‌کند که منطقهٔ ۱۲ نابود شده و او خانواده‌اش را به منطقهٔ ۱۳ فراری داده‌است.

## درونمایه‌ها
درونمایه‌های اصلی اشتعال عبارتند از: بقا، جان‌فشانی و تعارض میان وابستگی متقابل و استقلال. مارگو دیل در بررسی کتاب می‌گوید: «در [اشتعال] کتنیس و پیتا قطعاً وابستگی متقابل دارند. آن‌ها هر دو برای بقا به یکدیگر کمک می‌کنند. در واقع آن‌ها زنده ماندن دیگری را بر خویش ترجیح می‌دهند.» دیل در ادامه توضیح می‌دهد که چگونه این عمل موجب افزایش احتمال مرگ هر یک از آنان می‌گردد.
موضوع مهم دیگر در این کتاب و در کل سه‌گانه، کنترل حکومت بر مردم است. پس از سرکوب اولین شورش، کاپیتول قوانینی به منظور محدود کردن و کنترل زندگی شهروندان وضع کرد. به عنوان نمونه دریل اشاره می‌کند: «هفتاد و پنجمین دورهٔ بازی‌های گرسنگی قوانین «جدید» دارد که باعث می‌شود کتنیس و پیتا دیگر بار در خطر بیافتند. نیروهای صلح‌بان بیشتری در مناطق استقرار می‌یابند تا هر گونه امید به وجود آمده در دل شهروندان، پس از آخرین بازی‌های گرسنگی ، را نابود کنند.» یکی دیگر از موضوعات مهم در این سه‌گانه رسانه‌ها و نفوذ یا قدرتی است که بر فرهنگ مردمی و احساسات، آرزوها و نظرات جامعه می‌گذارند. از دیگر درون‌مایه‌های این داستان اخلاق، فرمانبرداری، جان‌فشانی، رستگاری، عشق و قانون هستند.

## تاریخچه انتشار
اشتعال ابتدا قرار بود در تاریخ ۸ سپتامبر ۲۰۰۹ به صورت گالینگور انتشار یابد ولی در پاسخ به درخواست خرده‌فروشان تاریخ انتشار به ۱ سپتامبر تغییر کرد تا پیش از تعطیلات روز کارگر و شروع مدارس، به دست خوانندگان برسد. یک نسخهٔ صوتی هم در همان روز منتشر شد. نسخه‌های پیش از چاپ هم در نمایشگاه کتاب آمریکا در شهر نیویورک در دسترس بودند، و برای برخی از کتاب‌فروشان فرستاده شدند. در مارس ۲۰۰۹ اسکلاستیک آن را به عنوان جایزهٔ برندگان رقابت نویسندگی «چگونه می‌توانید زنده بمانید؟» در نظر گرفت. نسخهٔ الکترونیکی آن هم در ۳ ژوئن ۲۰۱۰ منتشر شد. اشتعال در چاپ نخست خود ۳۵۰٬۰۰۰ نسخه به فروش رفت، فروش آن تا فوریهٔ ۲۰۱۰ به بیش از ۷۵۰٬۰۰۰ نسخه رسید. به دنبال آن، کتاب زاغ مقلد سومین رمان از این مجموعه، در ۲۴ اوت ۲۰۱۰ منتشر شد. تا مارس ۲۰۱۲ بیش از ۱۰ میلیون نسخه از این کتاب فروخته شد.

## نقدها
اشتعال عمدتاً نقدهای مثبتی از منتقدان دریافت کرد. پابلیشرز ویکلی نوشت: «اگرچه بخش زیادی از قسمت دوم این رمان صرف روایت آنچه در کتاب نخست گذشت بود، ولی این شرح به گونه‌ای است که مخاطب چشم‌انتظار را دلسرد نمی‌کند.» بوکلیست در اظهار نظر در مورد کتاب می‌گوید «نثر بی‌پیرایه پنجره‌ای می‌گشاید تا داستان به پیش رود و جهانی مصنوع را برق‌زده کند». نیویورک تایمز همچنین در یک بررسی مثبت نوشته «کالینز کار نادری انجام داد. او دنباله‌ای نوشته‌است که کتاب اول را بهبود بخشید. به عنوان یک خواننده، من احساس هیجان‌زدگی و حتی امیدواری کردم: یعنی این مجموعه کتاب و شخصیت‌هایش نهایتاً می‌خواهند به کجا برسند؟» این بررسی همچنین به خاطر بسط شخصیت کتنیس، به ستایش از کالینز پرداخته. پلین دیلر نوشت: «آخرین جملات اشتعال خواننده را در حال تکاپو و اضطراب رها می‌کند. اشاره‌ای به نحوهٔ آغاز در بخش سوم نمی‌کند.»
با این حال، همه نظرات مثبت نبودند. در همان نقد و بررسی پلین دیلر ابراز نارضایتی می‌کند که «پس از ۱۵۰ صفحه هیجانات رمانتیک، من پایم را به‌خاطر پیش‌نرفتن داستان تکان می‌دادم.» یک بررسی از انترتینمنت ویکلی اشاره دارد به این که کتاب ضعیف‌تر از رمان اول بوده و نوشت: «کتنیس وانمود می‌کند عشق شیرینی به همبازی خود پیتا ملارک دارد، اما او مخفیانه در غم از دست دادن گیل، دوست دوران کودکیش، است. جدا از این — چرا؟ تمایز کمی بین شخصیت این دو پسر وجود دارد، از سویی اسم پیتا نامی احمقانه است. کالینز از هیچ‌کدام از رانه‌های وابسته به عشق شهوانی که باعث می‌شود، به طور مثال، گرگ و میش به طرز شگفت‌انگیزی جذاب شود، استفاده نکرده‌است.»
علاوه بر این مجله تایم در لیست صد اثر برتر از میان کتاب‌های داستانی سال ۲۰۰۹ اشتعال را در رتبهٔ چهارم گنجانده در حالی که مجله پیپل آن را دارای رتبه هشتم بهترین کتاب‌های سال ۲۰۰۹ دانسته. همچنین پابلیشرز ویکلی جایزهٔ بهترین کتاب سال ۲۰۰۹ خود را به آن داد.

## فیلم اقتباسی
لاینزگیت اعلام کرد که بازی‌های گرسنگی: اشتعال در ۲۲ نوامبر ۲۰۱۳، به عنوان دنبالهٔ قسمت نخست فیلم بازی‌های گرسنگی منتشر می‌شود. در آوریل سال ۲۰۱۲ گری راس، کارگردان بازی‌های گرسنگی، گفت به دلیل در تنگنا بودن و فشردگی برنامهٔ زمانی نمی‌خواهد به این پروژه بازگردد. فرانسیس لارنس رسماً در ۳ مه ۲۰۱۲ کارگردان قسمت اشتعال اعلام شد. در این فیلم جنا مالون در نقش یوحانا میسون، فیلیپ سیمور هافمن در نقش پلوتارک هِونزبی، لین کوئن در نقش مَگس، آلن ریچسون در نقش گلوس، سم کلفلین در نقش فینیک و جفری رایت در نقش بیتی بازی کردند. تولید فیلم رسماً در ۱۰ سپتامبر ۲۰۱۲ آغاز شد و در ۲۱ دسامبر ۲۰۱۲ به اکران رسید. اولین تصویربرداری‌ها در اطراف شهر آتلانتا انجام شد. چندین صحنه هم به عنوان منطقهٔ ۱۱ در مناطق روستایی شهرستان مکون فیلم‌برداری شد و بقیه مکان‌های فیلم‌برداری در هاوایی است. برخی از صحنه‌های پوشیده از درختان هم در اوکلند نیوجرسی فیلم‌برداری شدند.
این فیلم در گیشه موفق بود و با بیش از ۸۰۰ میلیون دلار درآمد، به جدول پنج فیلم پرفروش گیشه سال ۲۰۱۳ راه یافت و نظرات مثبتی از منتقدان دریافت کرد.